# Primera División (Argentinien) 1968
Die Primera División 1968 war die 38. Spielzeit der argentinischen Fußball-Liga Primera División. Diese wurde untergliedert in zwei Halbjahresmeisterschaften, die jeweils einen argentinischen Meister hervorbrachten. In der ersten Jahreshälfte fand das Torneo Metropolitano statt, die zweite Jahreshälfte wurde im Torneo Nacional ausgespielt. Dieser Modus wurde bis ins Jahr 1985 beibehalten, ehe man sich der Spielweise in Europa anpasste und nicht mehr im Kalenderjahr, sondern von Sommer zu Sommer spielte.

## Torneo Metropolitano
Das Torneo Metropolitano war die erste Halbjahresmeisterschaft. Es begann am 1. März und endete am 4. August 1968. Zunächst wurden zwei Gruppen gebildet, deren beide bestplatzierte Mannschaften sich in zwei Halbfinalspielen trafen. Aus diesen Semifinals wurden die beiden Finalteilnehmer ermittelt. Diese waren im Jahr 1968 CA San Lorenzo de Almagro und Estudiantes de La Plata. San Lorenzo konnte sich letztlich im Endspiel durchsetzen und wurde zum vierten Mal in der Vereinsgeschichte argentinischer Meister.

### Gruppenphase

#### Gruppe A
| Pl. | Verein                      | Sp. | S  | U  | N | Tore    | Diff. | Punkte |
| --- | --------------------------- | --- | -- | -- | - | ------- | ----- | ------ |
| 1.  | CA San Lorenzo              | 22  | 14 | 8  | 0 | 044:100 | +34   | 36     |
| 2.  | Estudiantes de La Plata (M) | 22  | 9  | 6  | 7 | 039:270 | +12   | 24     |
| 3.  | CA Lanús                    | 22  | 9  | 6  | 7 | 020:230 | −3    | 24     |
| 4.  | Racing Club                 | 22  | 5  | 13 | 4 | 028:290 | −1    | 23     |
| 5.  | Boca Juniors                | 22  | 5  | 13 | 4 | 015:170 | −2    | 23     |
| 6.  | Colón de Santa Fe           | 22  | 7  | 7  | 8 | 026:250 | +1    | 21     |
| 7.  | Newell’s Old Boys           | 22  | 6  | 8  | 8 | 026:220 | +4    | 20     |
| 8.  | CA Banfield                 | 22  | 6  | 8  | 8 | 023:270 | −4    | 20     |
| 9.  | Club Atlético Atlanta       | 22  | 5  | 8  | 9 | 020:250 | −5    | 18     |
| 10. | Ferro Carril Oeste          | 22  | 4  | 9  | 9 | 020:380 | −18   | 17     |
| 11. | CA Platense                 | 22  | 2  | 11 | 9 | 015:270 | −12   | 15     |

| (M) | Vorjahres-Meister Metropolitano |

#### Gruppe B
| Pl. | Verein                | Sp. | S  | U | N  | Tore    | Diff. | Punkte |
| --- | --------------------- | --- | -- | - | -- | ------- | ----- | ------ |
| 1.  | Vélez Sársfield       | 22  | 12 | 8 | 2  | 040:200 | +20   | 32     |
| 2.  | River Plate           | 22  | 12 | 7 | 3  | 031:160 | +15   | 31     |
| 3.  | Rosario Central       | 22  | 10 | 7 | 5  | 029:170 | +12   | 27     |
| 4.  | CA Huracán            | 22  | 10 | 6 | 6  | 029:180 | +11   | 26     |
| 5.  | CA Independiente      | 22  | 10 | 5 | 7  | 034:190 | +15   | 25     |
| 6.  | CA Los Andes (N)      | 22  | 8  | 7 | 7  | 030:280 | +2    | 23     |
| 7.  | Chacarita Juniors     | 22  | 10 | 3 | 9  | 028:290 | −1    | 23     |
| 8.  | Argentinos Juniors    | 22  | 6  | 7 | 9  | 023:290 | −6    | 19     |
| 9.  | Quilmes AC            | 22  | 6  | 6 | 10 | 027:340 | −7    | 18     |
| 10. | Gimnasia y Esgrima LP | 22  | 3  | 5 | 14 | 020:520 | −32   | 11     |
| 11. | CA Tigre (N)          | 22  | 2  | 4 | 16 | 012:470 | −35   | 08     |

| (N) | Vorjahres-Aufsteiger aus der Primera B Nacional 1967 |

### Halbfinale
|                 | Ergebnis |                         |
| --------------- | -------- | ----------------------- |
| CA San Lorenzo  | 3:1      | River Plate             |
| Vélez Sársfield | 0:1      | Estudiantes de La Plata |

### Finale
|                | Ergebnis |                         |
| -------------- | -------- | ----------------------- |
| CA San Lorenzo | 2:1      | Estudiantes de La Plata |

### Meistermannschaft
| CA San Lorenzo de Almagro | |
|                           | José Albrecht, Abraham Amado, Carlos Buttice, Oscar Calics, Victorio Cocco, Jorge D’Alessandro, Narciso Doval, Rodolfo Fischer, Rubén Glaria, Pedro Alexis González, Rolando Gramari, Agustín Irusta, José Magliolo, Alberto Rendo, Antonio Rosl, Juan Sconfianza, Roberto Telch, Miguel Tojo, Carlos Veglio, Héctor Veira, Sergio Villar Trainer: Tim |

### Torschützenliste
| Pl. | Nat.          | Spieler         | Verein                  | Tore |
| --- | ------------- | --------------- | ----------------------- | ---- |
| 1   | Paraguay 1954 | Alfredo Obberti | CA Los Andes            | 13   |
| 2   | Argentinien   | Rodolfo Fischer | CA San Lorenzo          | 12   |
| 3   | Argentinien   | Eduardo Flores  | Estudiantes de La Plata | 11   |
| 3   | Argentinien   | Jorge Pérez     | Vélez Sársfield         | 11   |
| 3   | Argentinien   | Héctor Yazalde  | CA Independiente        | 11   |

## Torneo Nacional
Das Torneo Nacional wurde mit sechzehn Teilnehmern ausgespielt, die im Ligasystem je einmal gegeneinander spielten. Es begann am 6. September und endete am 29. Dezember 1968. Für das Nacional-Turnier qualifiziert waren die sechs bestplatzierten Teams der Gruppen des Torneo Metropolitano sowie die vier besten Vertreter der zuvor zweithöchsten Spielklasse.
Am Ende des Torneo Nacional konnte sich Vélez Sársfield durchsetzen und wurde erstmals in der Vereinsgeschichte argentinischer Fußballmeister.

### Tabelle
| Pl. | Verein                  | Sp. | S  | U | N  | Tore    | Diff. | Punkte |
| --- | ----------------------- | --- | -- | - | -- | ------- | ----- | ------ |
| 1.  | Vélez Sársfield         | 15  | 10 | 2 | 3  | 039:140 | +25   | 22     |
| 2.  | River Plate             | 15  | 9  | 4 | 2  | 035:150 | +20   | 22     |
| 3.  | Racing Club             | 15  | 8  | 6 | 1  | 029:150 | +14   | 22     |
| 4.  | Boca Juniors            | 15  | 8  | 5 | 2  | 025:700 | +18   | 21     |
| 5.  | Rosario Central         | 15  | 9  | 3 | 3  | 028:110 | +17   | 21     |
| 6.  | Colón de Santa Fe       | 15  | 8  | 3 | 4  | 026:190 | +7    | 19     |
| 7.  | CA San Lorenzo          | 15  | 6  | 6 | 3  | 024:200 | +4    | 18     |
| 8.  | CA Los Andes            | 15  | 6  | 5 | 4  | 022:150 | +7    | 17     |
| 9.  | CA Huracán              | 15  | 5  | 3 | 7  | 023:220 | +1    | 13     |
| 10. | CA Belgrano             | 15  | 3  | 7 | 5  | 020:270 | −7    | 13     |
| 11. | CA Independiente (M)    | 15  | 4  | 4 | 7  | 026:250 | +1    | 12     |
| 12. | CA Lanús                | 15  | 2  | 7 | 6  | 015:220 | −7    | 11     |
| 13. | Independiente Rivadavia | 15  | 1  | 7 | 7  | 008:250 | −17   | 09     |
| 14. | Estudiantes de La Plata | 15  | 3  | 1 | 11 | 012:260 | −14   | 07     |
| 15. | San Martín de Tucumán   | 15  | 2  | 3 | 10 | 011:340 | −23   | 07     |
| 16. | Huracán Tres Arroyos    | 15  | 2  | 2 | 11 | 011:570 | −46   | 06     |

| (M) | Vorjahres-Meister Nacional |

### Meisterschafts-Play-off
Da die drei Tabellenersten Vélez Sársfield, River Plate und Racing Club Avellaneda punktgleich waren, musste eine aus diesen drei Mannschaften bestehende Entscheidungsrunde über den Nacional-Meister 1968 entscheiden. Es wurde im Jeder-gegen-Jeden-Modus gespielt. Am Ende sicherte sich Vélez Sársfield aufgrund der mehr erzielten Tore gegenüber River Plate die Meisterschaft, nachdem beide Teams drei Punkte und eine Tordifferenz von +2 aufweisen konnten.
|                 | Ergebnis |                 |
| --------------- | -------- | --------------- |
| River Plate     | 2:0      | Racing Club     |
| River Plate     | 1:1      | Vélez Sársfield |
| Vélez Sársfield | 4:2      | Racing Club     |

| Pl. | Verein          | Sp. | S | U | N | Tore    | Diff. | Punkte |
| --- | --------------- | --- | - | - | - | ------- | ----- | ------ |
| 1.  | Vélez Sársfield | 2   | 1 | 1 | 0 | 005:300 | +2    | 03     |
| 2.  | River Plate     | 2   | 1 | 1 | 0 | 003:100 | +2    | 03     |
| 3.  | Racing Club     | 2   | 0 | 0 | 2 | 002:600 | −4    | 0      |

### Meistermannschaft
| CA Vélez Sársfield | |
|                    | Julio Asad, Luis Maria Atela, Osvaldo Biaggio, Carlos Bianchi, Carlos Caballero, Juan Carlos Carone, Ezequiel del Bosque, Luis Gallo, Juan Manuel Gómez, José Luna, Oscar Marín, Antonio Moreyra, Roque Nieva, Mario Nogara, Marcos Ovejero, Jorge Osvaldo Pérez, Alberto Ríos, Néstor Sinatra, Diego Solórzano, Omar Wehbe, Daniel Willington, Eduardo Zóttola Trainer: Manuel Giudice |

### Torschützenliste
| Pl. | Nat.           | Spieler          | Verein          | Tore |
| --- | -------------- | ---------------- | --------------- | ---- |
| 1   | Argentinien    | Omar Wehbe       | Vélez Sársfield | 13   |
| 2   | Brasilien 1968 | Araquem de Melo  | CA Huracán      | 10   |
| 2   | Argentinien    | Alfredo Obberti  | CA Los Andes    | 10   |
| 4   | Argentinien    | Roberto Salomone | Racing Club     | 9    |
| 5   | Argentinien    | Oscar Más        | River Plate     | 8    |
| 5   | Argentinien    | Daniel Onega     | River Plate     | 8    |